# 모란봉극장

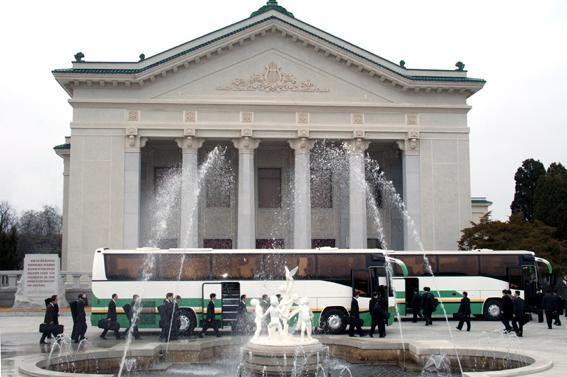

모란봉극장(牡丹峰劇場)은 평양직할시 모란봉구역의 모란봉 기슭에 위치한 조선민주주의인민공화국의 회의장 겸 조선국립교향악단의 상주 공연장이다. 이 공연장은 광복 직후인 1946년 건립됐다.

## 역사
1948년에는 백범 김구 선생이 참석한 남북조선 제정당.사회단체 대표자 연석회의(남북협상회의)가 열렸으며 같은 해 최고인민회의 제1차회의가 개최돼 김일성 주석이 조선민주주의인민공화국 국가수반으로 추대된 곳이기도 하다.
1950년 6월 25일 한국 전쟁으로 파괴되어 현재의 모습으로 재건축되었으며 2004년도에 김정일의 지시에 의해서 내부 인테리어 및 전체적인 개보수를 단행했다. 연건축 면적 7천120여m2에 지하 1층, 지상 3층 규모이며 관람 홀은 700여 석을 갖추고 최신 음향시설로 정비하는 등 새로 단장해 현재에 이르고 있다.
2006년에는 '모차르트 생일 250돌 기념 음악회'가 열려 모차르트의 작품들인 관현악 가극 '휘가로의 결혼' 중에서 서곡, 피아노 협주곡 23번, 교향곡 '제39번' 전악장 등이 연주되기도 했다.
현재 모란봉극장에서는 조선국립교향악단의 정기 연주회와 '설명절 경축 음악회' 등이 열리며 때로 '인민예술가 장룡식 창작음악회'와 같은 기악작품 연주회 등 개인 공연도 갖는다.

## 같이 보기
- 조선국립교향악단